# AS Kasserine
El AS Kasserine (en árabe: المستقبل الرياضي بالڨصرين‎) es un equipo de fútbol de Túnez que milita en la CLP-2, la segunda liga de fútbol más importante del país.

## Historia
Fue fundado en el año 1948 en la ciudad de Kasserine y que cuenta con secciones en otros deportes como baloncesto y balonmano.
Sus mejores años han sido en las décadas de los años 1980s, en los cuales consiguieron ascender a la CLP-1 por primera vez en su historia hasta su descenso tres años después. Retornaron brevemente en el año 1992 pero solo duraron en la máxima categoría un año. También jugaron en primera división en 2008 y regresan a la CLP-1 para la temporada 2015/16.

## Palmarés
- Tunisian League 2: 3
  - Champions 1986-87,[1] 1991-92,[1] 2014-15

## Jugadores

### Jugadores destacados
- Nader Werda